# نورت اندروز گاردنز، فلوریدا
نورت اندروز گاردنز (به انگلیسی: North Andrews Gardens) یک منطقهٔ مسکونی در ایالات متحده آمریکا است که در شهرستان براوارد، فلوریدا واقع شده‌است. نورت اندروز گاردنز ۲٫۸ کیلومتر مربع مساحت و ۹٬۶۵۶ نفر جمعیت دارد و ۲ متر بالاتر از سطح دریا قرار دارد.